# Kathleen Thompson
Kathleen Thompson, (Kathleen Thompson-Best) är/var en engelsk före detta bordtennisspelare.
Franks spelade sitt första VM 1952 och 1959, 8 år senare, sitt 4:e och sista. Under sin karriär tog hon medaljer i bordtennis-VM, 2 silver och 3 brons. 
I VM 1954 gick hon till final i dubbel med Ann Haydon men de förlorade mot systrarna Rosalind och Diane Rowe.

## Meriter
- Bordtennis VM
  - 1952 i Bombay
    - kvartsfinal dubbel
    - 3:e plats med det engelska laget

  - 1953 i Bukarest
    - kvartsfinal singel
    - 3:e plats dubbel med Ermelinde Rumpler-Wertl
    - kvartsfinal mixed dubbel
    - 2:a plats med det engelska laget

  - 1954 i London
    - kvartsfinal singel
    - 2:a plats dubbel med Ann Haydon
    - kvartsfinal mixed dubbel
    - 3:e plats med det engelska laget

  - 1959 i Dortmund
    - 4:e plats med det engelska laget

- Bordtennis EM
  - 1960 i Zagreb
    - 3:e plats dubbel
    - 2:a plats med det engelska laget

- Internationella Mästerskap
  - 1960 Tyskland  – 1:a plats dubbel (med Diane Rowe)